# شخط
الشَخْط أو الشَطبُ بِخَطّ هو عرض طباعيّ للكلمات بخط أفقي يمر في مركزها، مما ينتج عنه نص مثل هذا. على عكس النصوص الخاضعة للرقابة أو المُصَحَّحة (المنقحة)، تظل الكلمات قابلة للقراءة. هذا العرض يدل على واحد من معنيين. في النص المكتوب بالحبر أو المطبوع على الآلة الكاتبة أو أي نص آخر غير قابل للمسح، تكون الكلمات خاطئة ولا يقصد إدراجها. ومع ذلك، عند استخدامه على شاشة الحاسوب، فإنه يشير إلى المعلومات المحذوفة، كما هو شائع من خلال مراجعة مايكروسوفت وورد وميزات تتبع التغييرات. يمكن استخدامه أيضاً بشكل متعمد للإيحاء بتغيير الفكر.